# Mykola Bilokon
Mykola Bilokon (né le 22 mars 1955 à Jemérineka, est un homme politique ukrainien. Il a été ministre de l'Intérieur dans les gouvernements de Viktor Ianoukovytch et est général de la Milice.

## Biographie

### Famille et formation
De 1977 à 1984 il travaille pour la police à Kiev.

### Carrière politique
Il est ministre de l'Intérieur du Gouvernement Ianoukovytch I, en remplacement de Youri Smirnov, du 7 août 2003 au 3 février 2005.